# I Cuerpo Antiaéreo
El I Cuerpo Antiaéreo (I. Flak-Korps) fue una unidad de la Luftwaffe durante la Segunda Guerra Mundial.

## Historia
Fue formado el 3 de octubre de 1939 en Berlín, a partir de partes del III Comando Administrativo Aéreo. Rápidamente fue transferido a Neuvied, donde toma control del 101.º Regimiento Antiaéreo, 102.º Regimiento Antiaéreo y el 104.º Regimiento Antiaéreo, y fue subordinada por la 3.ª Flota Aérea. Fue a apoyar a las unidades panzer bajo el mando del Grupo de Ejércitos A, para el ataque sobre Francia. El Cuartel General/104.º Regimiento Antiaéreo controla también al I Batallón/8.º Regimiento Antiaéreo (motorizada mixta) desde el 10 de mayo de 1940 hasta el 18 de mayo de 1940. Se trasladó a Berlín en septiembre de 1940, y tomó el control de la defensa aérea de la capital, ahora subordinada por el III Comando Administrativo Aéreo. El 23 de marzo de 1941 es redesignado al Cuartel General/Comandante de la Fuerza Aérea Centro. El I Cuerpo Antiaéreo era conocido como el Comando de la Fuerza Aérea Cáucaso (Cuartel General en Piatigorsk), el 25 de noviembre de 1942 hasta el 6 de febrero de 1943 para las operaciones en el Cáucaso. La 10.ª División Antiaérea dejó el Cuerpo el 8 de agosto de 1942 y es subordinado por el Comando de la Fuerza Aérea Don, pero se reincorpora al Cuerpo en febrero de 1943. La 9.ª División Antiaérea fue destruida en Stalingrado en enero de 1943, pero se reformó el 7 de febrero de 1943. La 9.ª División Antiaérea fue destruido en mayo de 1944 en Crimea, y nunca se volvió a integrar al Cuerpo. La 10.ª División Antiaérea (mot.) y la 17.ª División Antiaérea (mot.) dejan el II Cuerpo Antiaéreo en junio de 1944. La 5.ª División Antiaérea se une al Cuerpo en julio de 1944. En octubre de 1944 en Cracovia. La 23.ª División Antiaérea se une al Cuerpo en noviembre de 1944. En mayo de 1945 su Cuartel General en Hradec Králové.

## Comandantes
- Generaloberst Hubert Weise — (3 de octubre de 1939 — 23 de marzo de 1941)
- General Walther von Axthelm — (1 de abril de 1941 — 20 de diciembre de 1941)
- General Richard Reimann — (20 de diciembre de 1941 — 2 de abril de 1942)
- Generaloberst Otto Deßloch — (2 de abril de 1942 — junio de 1943)
- General Richard Reimann — (junio de 1943 — 2 de mayo de 1945)
- General Walther von Axthelm — (2 de mayo de 1945 — 8 de mayo de 1945)

### Jefes de Plana Mayor
- Oberst Walter Schwabedissen — (15 de octubre de 1939 — 22 de mayo de 1940)
- Oberst Wolfgang Pickert — (22 de mayo de 1940 — 23 de marzo de 1941)
- Major Kurt Hein(?) — (1941)
- Oberst Erich Gröpler — (junio de 1941 — 1943)
- Oberst Stelzer(?) — (1943 — 1944)
- Oberstleutnant Bruno Brundt — (1944 — mayo de 1945)

## Orden de Batalla
El 16 de abril de 1940 controla las siguientes unidades:
- Cuartel General/101.º Regimiento Antiaéreo Con el I Batallón/12., I Batallón/22., I Batallón/51., 85. y el III Batallón/R.G.G., para el apoyo del 12.º Ejército.
- Cuartel General/102.º Regimiento Antiaéreo con el I Batallón/18., I Batallón/38., II Batallón/38. y el 91., para el apoyo del Grupo Panzer Kleist.
- Cuartel General/104.º Regimiento Antiaéreo con el I Batallón/11., II Batallón/11., 75. y el III Batallón/9., para el apoyo del 16.º Ejército.
- 101.º Regimiento de Comunicaciones Aérea
- I Jefe de Suministro del Cuerpo
- Formación de Aviones con Bf 108, Fi 156 y W. 34

En 1 de junio de 1940 el Cuerpo se reorganiza:
- Cuartel General/I Brigada Antiaérea con:
  - Cuartel General/102.º Regimiento Antiaéreo con el I Batallón/18., I Batallón/38., II Batallón/38. y el 91.
  - Cuartel General/103.º Regimiento Antiaéreo con el I Batallón/R.G.G., I Batallón/7., II Batallón/43. y el IV Batallón Ligero/R.G.G. (Cuartel General/103.º Regimiento Antiaéreo es transferido al II Cuerpo Antiaéreo el 31 de mayo de 1940)
- Cuartel General/II Brigada Antiaérea con:
  - Cuartel General/101.º Regimiento Antiaéreo Con el I Batallón/12., I Batallón/22., I Batallón/51., 85. y el III Batallón/R.G.G.
  - Cuartel General/104.º Regimiento Antiaéreo con el I Batallón/8., I Batallón/11., II Batallón/11., 75. y el III Batallón/9.
- 101.º Regimiento de Comunicaciones Aérea
- I Jefe de Suministro del Cuerpo
- Formación de Aviones

Reformada el 1 de abril de 1941 en Berlín el Cuartel General/I Brigada Antiaérea. El 6 de junio de 1941 estuvo estacionado en Varsovia. Comenienza el ataque a la Unión de Repúblicas Socialistas Soviéticas el 22 de junio de 1941 (Cuartel General en Bohukały, cerca de Brest-Litovsk) en apoyo al 2.º Grupo Panzer, subordinado por la 2.ª Flota Aérea, con las siguientes unidades:
- Cuartel General/101.º Regimiento Antiaéreo con el I Batallón/12., I Batallón/22. y el 91.
- Cuartel General/104.º Regimiento Antiaéreo con el I Batallón/11., II Batallón/11. y el 77.

El 15 de enero de 1942 el Cuartel General en Orel. En mayo de 1942 es transferido al Sur de la Unión de Repúblicas Socialistas Soviéticas, Cuartel General en Poltava, y tomó el control de todas las unidades Antiaéreas bajo la 4.ª Flota Aérea:
- 9.ª División Antiaérea en Járkov, en apoyo del 6.º Ejército
- 10.ª División Antiaérea en Kursk, en apoyo del 2.º Ejército
- 15.ª División Antiaérea en Mariúpol, en apoyo del 17.º Ejército
- 17.ª División Antiaérea en Stalino, en apoyo del 1.º Ejército Panzer

En julio de 1943 toma el control de las siguientes Divisiones:
- 9.ª División Antiaérea (mot.) en Crimea
- 10.ª División Antiaérea (mot.)
- 15.ª División Antiaérea (mot.)
- 17.ª División Antiaérea (mot.)

En marzo de 1944 con:
- 9.ª División Antiaérea (mot.) en Crimea
- 10.ª División Antiaérea (mot.)
- 15.ª División Antiaérea (mot.)
- 17.ª División Antiaérea (mot.)

En agosto de 1944 el I Cuerpo Antiaéreo es subordinado por la 6.ª Flota Aérea, ahora el 1 de septiembre de 1944 con:
- 10.ª División Antiaérea (mot.)
- 17.ª División Antiaérea (mot.)

El 4 de marzo de 1945 en Smiřice con:
- 11.ª División Antiaérea en Friedberg
- 10.ª División Antiaérea trasladado al Suroeste de Lubań
- 17.ª División Antiaérea en Großpostwitz

En abril de 1945 en Świdnica con:
- 10.ª División Antiaérea en Opava, en apoyo del 17.º Ejército
- 11.ª División Antiaérea en Moravia y Ostrava, en apoyo del 1.º Ejército Panzer
- 17.ª División Antiaérea en Görlitz, en apoyo del 4.º Ejército Panzer

## Subordinada

### 1939
| Fecha        | Cuerpos Aéreos | Flotas Aéreas/Administrativos Aéreos | Área  |
| 3 de octubre | —              | 3.ª Flota Aérea                      | Eifel |

### 1940
| Fecha        | Cuerpos Aéreos | Flotas Aéreas/Administrativos Aéreos | Área    |
| 1 de enero   | —              | 3.ª Flota Aérea                      | Eifel   |
| 10 de mayo   | —              | 3.ª Flota Aérea                      | Francia |
| 4 de octubre | —              | III Comando Administrativo Aéreo     | Berlín  |

### 1941
| Fecha           | Cuerpos Aéreos    | Flotas Aéreas/Administrativos Aéreos  | Área                                                    |
| 1 de abril      | —                 | III Comando Administrativo Aéreo      | Berlín                                                  |
| 6 de junio      | —                 | 2.ª Flota Aérea                       | Polonia/Unión de Repúblicas Socialistas Soviéticas      |
| 30 de noviembre | VIII Cuerpo Aéreo | Comandante en Jefe de la Fuerza Aérea | Centro de la Unión de Repúblicas Socialistas Soviéticas |

### 1942
| Fecha      | Cuerpos Aéreos    | Flotas Aéreas/Administrativos Aéreos  | Área                                                    |
| 1 de enero | VIII Cuerpo Aéreo | Comandante en Jefe de la Fuerza Aérea | Centro de la Unión de Repúblicas Socialistas Soviéticas |
| 1 de abril | —                 | 4.ª Flota Aérea                       | Sur de la Unión de Repúblicas Socialistas Soviéticas    |

### 1943
| Fecha      | Cuerpos Aéreos | Flotas Aéreas/Administrativos Aéreos | Área                                                 |
| 1 de enero | —              | 4.ª Flota Aérea                      | Sur de la Unión de Repúblicas Socialistas Soviéticas |

### 1944
| Fecha      | Cuerpos Aéreos | Flotas Aéreas/Administrativos Aéreos | Área                                                    |
| 1 de enero | —              | 4.ª Flota Aérea                      | Sur de la Unión de Repúblicas Socialistas Soviéticas    |
| Junio      | —              | 6.ª Flota Aérea                      | Centro de la Unión de Repúblicas Socialistas Soviéticas |

### 1945
| Fecha      | Cuerpos Aéreos | Flotas Aéreas/Administrativos Aéreos | Área                         |
| 1 de enero | —              | 6.ª Flota Aérea                      | Polonia, Silesia, Eslovaquia |